# Rönninge SK
Rönninge SK är en före detta sportklubb i Rönninge, Sverige. Klubben grundades 1923, och damlaget i fotboll spelade i Sveriges högstadivision sex säsonger mellan Division I 1982 och Division I 1987. Fotbollssektionen slogs samman med IFK Salem 1992, då den nya klubben Rönninge Salem Fotboll bildades.
Klubben har också haft bordtennisframgångar med flera medaljer i svenska mästerskap, bland annat lagguld 2002. 2005 tvingades man avbryta sin elitsatsning och dra sig ur elitserien.
Bland klubbens profiler genom tiderna märks John "Jompa" Nilsson, som var med och grundade klubben 1923, och fotbollsmålvakten Birgitta Walhelm, som spelade en A-landskamp för Sverige.